# Маунт Плимот (Флорида)
Маунт Плимот (енгл. Mount Plymouth) насељено је место без административног статуса у америчкој савезној држави Флорида.

## Демографија
По попису из 2010. године број становника је 4.011, што је 1.197 (42,5%) становника више него 2000. године.
| Група             | 2000.         | 2010.         |
| Белци             | 2.486 (88,3%) | 3.345 (83,4%) |
| Афроамериканци    | 139 (4,9%)    | 203 (5,1%)    |
| Азијати           | 33 (1,2%)     | 25 (0,6%)     |
| Хиспаноамериканци | 113 (4,0%)    | 376 (9,4%)    |
| Укупно            | 2.814         | 4.011         |